# Semper I

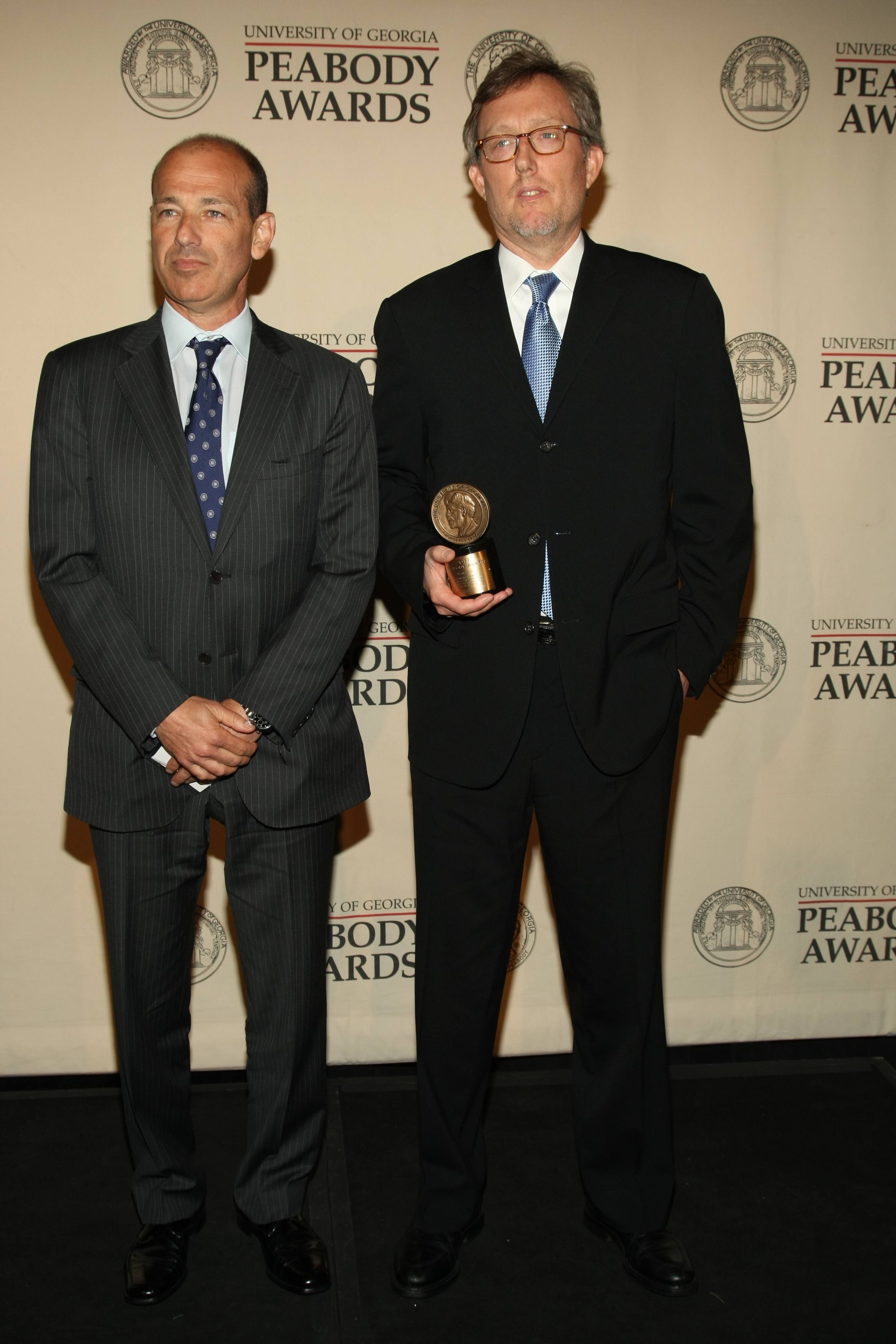
Howard Gordon y Alex Gansa en los premios Peadbody de 2012

"Semper I" es el cuarto episodio de la primera temporada de la serie de televisión de thriller psicológico Homeland. Se emitió el 23 de octubre de 2011, en Showtime. El episodio fue escrito por Howard Gordon y Alex Gansa, y dirigido por Jeffrey Nachmanoff.
La orden de vigilancia de Carrie se acerca a su vencimiento, haciéndola más desesperada. Brody aumenta su presencia en el ojo público, pero encuentra más confusión en su vida personal.

## Argumento
Brody (Damian Lewis), ahora ascendido a sargento de artillería, se encuentra en medio de una serie de apariciones públicas que lo han convertido en una figura extremadamente popular. Elizabeth Gaines (Linda Purl), asesora principal del vicepresidente, habla con David Estes (David Harewood). Ella está interesada en posiblemente reclutar a Brody para postularse para un cargo público, pero tiene preguntas sobre su estabilidad mental. Brody recibe un aventón de Mike (Diego Klattenhoff) después de un discurso a una clase de tropas que se gradúa. La conversación se centra en Brody y su familia. Brody se vuelve hostil y agradece sarcásticamente a Mike por "estar allí" para su familia y para su esposa, lo que implica fuertemente que él sabe sobre la aventura de Mike con Jessica.    Brody más tarde comienza a hacer comentarios velados a Jessica (Morena Baccarin) implicando lo mismo.
Carrie (Claire Danes) tiene un día antes de que expire la Orden de FISA, y todavía no tiene pruebas sólidas contra Brody. Le pide a Saul (Mandy Patinkin) una extensión de la orden, pero Saul dice que se concentre en el rastro de dinero y que el equipo de vigilancia en la casa de Brody debe ser removido a la primera oportunidad que tenga. Al día siguiente mientras los Brody están en la iglesia, Carrie, Virgil (David Marciano), y Max (Maury Sterling) entran a su casa y quitan todas las cámaras y micrófonos.  Carrie aprovecha la oportunidad para registrar la casa de Brody, encontrando su Medalla de Buena Conducta, y el garaje, que no tenía cámaras. Busca en todo el garaje encontrando sólo la estera que Brody usa para ensalada y el plato que usa para purificación ritual antes de las oraciones. Ella no piensa en nada de los dos.
En Langley, Carrie ofrece una sesión informativa en la que explica que nueve horas después de la muerte de Lynne, Latif Bin Walid fue visto en una lavandería, que también es un lugar conocido por su ubicación Hawala. Desde entonces, tienen imágenes de cámaras de seguridad de 51 clientes que entran en la lavandería, cualquiera de los cuales podría ser el destinatario de la transferencia de dinero a través del collar vendido. Su trabajo es investigar a esas 51 personas. Raqim Faisel (Omid Abtahi), el hombre que compró la casa cerca del aeropuerto junto con Aileen Morgan (Marin Ireland), está en la lista. Carrie finalmente vuelve su atención a Raqim cuando se entera de que hizo tres viajes recientes a Pakistán. Carrie, junto con el analista Danny Gálvez (Hrach Titizian), comienzan a investigar su pasado y aceptan vigilarlo al día siguiente.
Carrie y Danny siguen a Raqim cuando regresa a casa del trabajo. Aileen está en casa y recibe una llamada de una fuente desconocida diciendo "dile que el tráfico es malo en la autopista". Aileen corre inmediatamente hacia arriba y coloca una bandera estadounidense en la ventana, lo cual es una señal para que Raqim se mantenga alejado de la casa. Raqim ve la bandera y sigue conduciendo. Carrie y Danny continúan siguiéndolo por un tiempo, se quedan con las manos vacías, y finalmente lo sacan de la lista de sospechosos.
Los Brody dan una fiesta en su casa. Los disparos se oyen en el patio trasero. Todo el mundo sale corriendo para descubrir que Brody ha matado a un ciervo que había entrado en su jardín, para sorpresa de todos, especialmente de su hijo Chris (Jackson Pace), a quien antes le había gustado el ciervo. Jessica finalmente descarga todas sus frustraciones sobre Brody, llevándolo a juicio por su descuidado uso de un arma y por aterrorizar a sus hijos, junto con sus disfunciones sexuales y su comportamiento perturbador en general desde su regreso. Ella le exige que busque algún tipo de asesoramiento.
La noche siguiente, Brody le dice a una Jessica aliviada que ha decidido ir a la reunión de un grupo de apoyo de veteranos. Carrie, después de perder las imágenes de su cámara, ha recurrido a vigilar la casa de Brody; ella lo sigue a la reunión. Entra en la reunión y finge encontrarse con él. Brody la reconoce de la reunión de la CIA. Carrie actúa avergonzada y dice que no debería estar allí. Se va, pero Brody la sigue afuera. Los dos tienen una breve y coqueta conversación. Ellos forman una conexión sobre su experiencia de guerra mutua en el Medio Oriente, y se lamentan de lo difícil que es hablar con gente que no estaba allí.

## Producción
Los desarrolladores de la serie y los productores ejecutivos Howard Gordon y Alex Gansa coescribieron el episodio, y Jeffrey Nachmanoff dirigió el episodio.

## Recepción

### Audiencia
La emisión original tuvo 1.1 millones de espectadores que superaron la puntuación del episodio piloto.

### Críticas
Todd VanDerWerff de The A.V. Club dio al episodio una A-, y elogió los nuevos arcos de la historia y el desarrollo de algunos de los personajes secundarios. Scott Collura de IGN dio una puntuación de 8.5/10, y dijo respecto a la escena final «Claire Danes y Damian Lewis son geniales juntos en la pantalla, y el espectáculo se ha ido construyendo hasta este momento desde el piloto».